# 불조삼경 (보물 제1224호)
불조삼경(佛祖三經)은 대한민국 강원특별자치도 원주시에 있는 고려시대의 목판본 불경이다. 1995년 7월 19일 대한민국의 보물 제1224호로 지정되었다.

## 개요
불조삼경은『불설사십이장경』,『불유교경』,『위산경책』을 합쳐서 부르는 말이다. 사십이장경은 인도에서 중국으로 가장 먼저 전래된 경전이고, 불유교경은 부처님의 최후의 가르침을 적은 경전이며, 위산경책은 중국 위앙종의 창시자인 위산영우의 말씀을 적어 놓은 것이다.
이 책은 고려시대에 간행된 1책으로 닥종이에 찍은 목판본이다. 병풍처럼 펼쳐서 볼 수 있는 형태이며, 접었을 때의 크기는 세로 16.3cm, 가로 23.7cm이다.
책머리에 있는 몽산화상이 쓴 글을 통해 고려 후기에 중국에서 들어온 것으로 보이며, 글씨체로 보아 송나라 시대에 새긴 판을 원본으로 하여 다시 새긴 것으로 추정된다. 책 끝부분에 이색이 쓴 글에서는 고려 우왕 10년(1384)에 지봉(志奉), 지도(志道), 각온(覺溫) 등이 김씨의 시주로 다시 펴낸 것임을 밝히고 있다.
이 책은 글자의 새김이 정교하고 인쇄 상태가 선명하며, 개인의 시주로 책을 인쇄했다는 점과 송나라 글씨체를 본떠 만들었다는 점 등에서『불설사십이장경』(보물 제695호)과 동일한 판본으로 보인다.

## 같이 보기
- 불조삼경

## 참고 자료
- 불조삼경 - 국가유산청 국가유산포털